# Hervé Thuet
Hervé Robert Thuet (* 3. Februar 1971) ist ein ehemaliger französischer Bahnradsportler.
Hervé Thuet war in den 1990er Jahren als Spezialist für Kurzzeitdisziplinen im Bahnradsport aktiv. 1992 wurde er französischer Vizemeister im Sprint. 1995 belegte er gemeinsam mit Florian Rousseau und Benoît Vétu bei den Bahn-Weltmeisterschaften in Bogotá Platz zwei im Teamsprint. Im Jahr darauf wurde er jeweils Dritter bei den französischen Meisterschaften im Sprint sowie bei der Bahn-WM in Manchester im Teamsprint, gemeinsam mit Rousseau und Laurent Gané. 2002 trat er vom Radsport zurück.